# Horst Kilian
Horst Kilian (* 29. Januar 1950 in Würzburg) ist ein ehemaliger deutscher Wasserballspieler.
Horst Kilian spielte wie sein Zwillingsbruder Günter für den SV Würzburg 05, mit dem er 1970, 1974 und von 1976 bis 1978 deutscher Wasserballmeister war. Im Europapokal der Landesmeister erreichten die Würzburger von 1976 bis 1978 die Vierer-Endrunde.
Der 1,89 m große Horst Kilian absolvierte von 1969 bis 1979 insgesamt 147 Länderspiele in der Nationalmannschaft. Bei den Olympischen Spielen 1976 in Montreal kam der Linkshänder in acht Spielen zum Einsatz und erzielte vier Tore. Mit Torwart Günter Kilian, Horst Kilian, Wolfgang Mechler (Schüler des Friedrich-Koenig-Gymnasiums) und Günter Wolf gehörten 1976 vier Würzburger zur deutschen Mannschaft, die in Montreal den sechsten Platz belegte.
Sein Sohn Philipp war ebenfalls Wasserball-Nationalspieler.